# Carboxiterapia
La carboxiterapia consiste en la aplicación subcutánea de dióxido de carbono (CO2) medicinal de alta pureza con la ayuda de un equipo programable y automatizado con fines terapéuticos o estéticos. Afirma destruir las células de grasa, estimular el flujo sanguíneo, mejorar la elasticidad de la piel y reducir la apariencia de la celulitis, aunque no ha sido clínicamente probado ni aprobado por la Administración de Medicamentos y Alimentos (FDA).

## Procedimiento
El proceso consiste en la aplicación de microinyecciones localizadas de CO2 mediante un equipo diseñado especialmente para este fin. Dicho equipo se encarga de controlar la velocidad de flujo del gas (contenido en un tanque), la dosis administrada y el tiempo de inyección. La introducción del CO2 se realiza por vía subcutánea, gracias a una fina aguja a la que llega el gas a través de un conducto flexible desde el equipo. El gas debe ser de tipo medicinal anaeróbico con una pureza del 99,9%.
La duración de una sesión de carboxiterapia puede oscilar entre 30 y 60 minutos, dependiendo de qué áreas se vayan a tratar, y cuántas de ellas en una sola sesión.

## Contraindicaciones
- Abdomen péndulo
- Cirrosis hepática
- Infarto agudo de miocardio o reciente
- Angina inestable
- Insuficiencia cardiaca congestiva
- Infecciones localizadas
- Insuficiencia respiratoria
- Insuficiencia renal
- Embarazo
- Periodo premenstrual y menstrual

## Efectos secundarios
Los efectos secundarios de la carboxiterapia son mínimos, localizados siempre en la zona de aplicación. Dichos efectos pueden ser tales como ligeros dolores, hematomas leves y ligera sensación de ardor. Una aplicación incontrolada de volúmenes y flujos masivos de gas puede causar enfisema subcutáneo.
Un cierto número de publicaciones refiere complicaciones infecciosas (principalmente por micobacterias) derivadas de la reutilización de agujas no esterilizadas. Además, en las mujeres se pueden presentar cambios en su fecha de menstruación, adelantándose o atrasándose unos días.

## Aplicaciones
- Celulitis
- Obesidad localizada
- Circulación periférica
- Fibrosis (post-quirúrgica)
- Psoriasis
- Flacidez cutánea
- contracturas musculares